# 米爾島
米爾島是南極洲的島嶼，位於邦杰山（Bunger Hills）以北40公里，座標位置，島嶼長40公里、寬26公里，面積1,260平方公里，島上土地被冰雪覆蓋。該島在1936年2月被首次發現。